# Pueblos indígenas de Venezuela

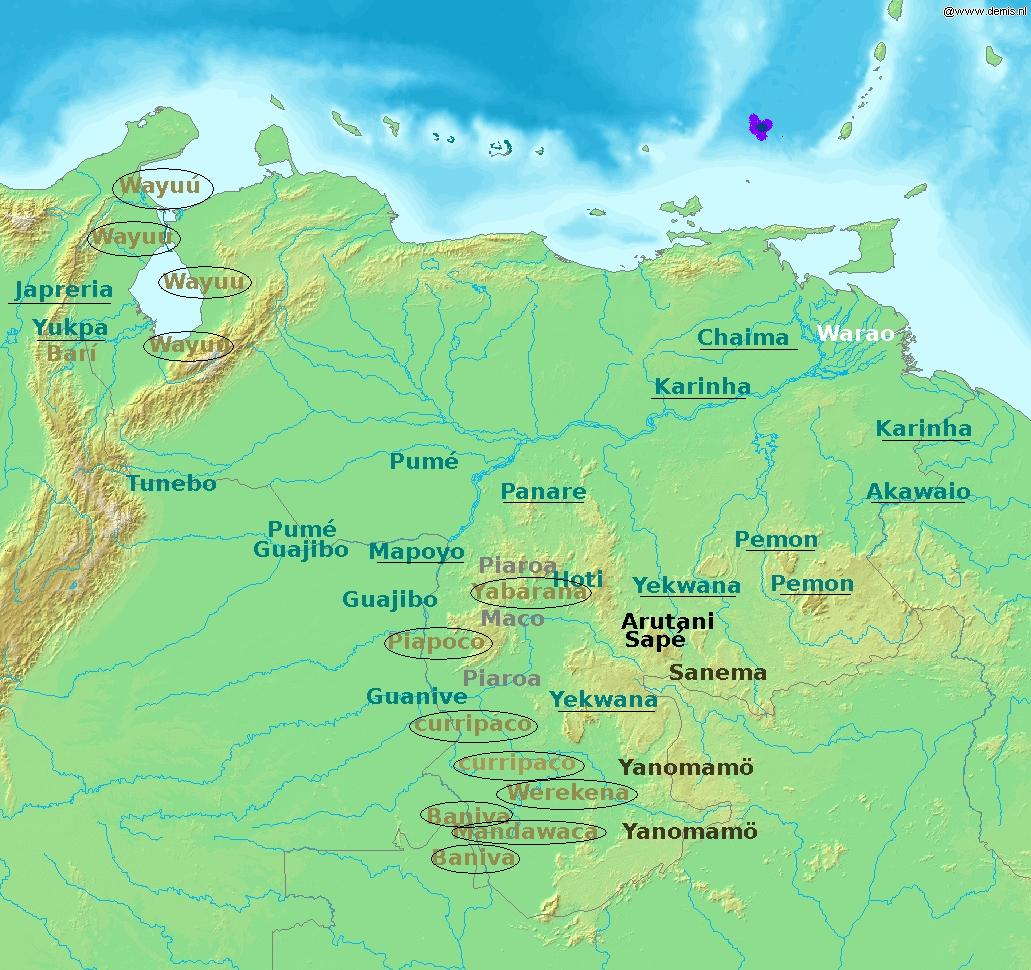
Localización de las principales etnias indígenas venezolanas vigentes

Los pueblos indígenas de Venezuela son grupos que conforman aproximadamente el 2,7 % de la población. de hecho, la población venezolana en general tiene en su composición genética una contribución amerindia entre un 23 % y 25 % del total. Son por lo menos 34 etnias que conservaron sus culturas en gran medida al no verse tan afectadas por la conquista y asimilación española durante la época de colonización.[cita requerida]
Según el censo de 2011 del INE, la mayoría se hallan en zonas de los estados de Zulia (61,2 %), Amazonas (10,5 %), Bolívar (7,5 %), Delta Amacuro (5,7 %), Anzoátegui (4,7 %), Sucre (3,1 %), Monagas (2,5 %) y Apure (1,6 %). Además, algunos de estos grupos étnicos se encuentran también compartidos con Colombia, Brasil y Guyana.

## Situación jurídica de los pueblos indígenas de Venezuela
En Venezuela, según el censo de 2001, coexisten 33 pueblos indígenas distintos, que suman una población superior a las 536,000 personas. Estos pueblos constituyen el 2,3% de la población total del país. La mayoría habita en regiones rurales y tropicales del noreste venezolano, especialmente en el Delta del Orinoco, en el estado Bolívar extendiéndose hacia las fronteras con Guyana y Brasil, la región amazónica, el estado de Apure y el extremo noroeste del estado de Zulia.
Gran parte de la comunidad indígena reside en zonas designadas para la protección ambiental, conocidas como Áreas Bajo Régimen de Administración Especial (ABRAE). Estas zonas comprenden parques nacionales, reservas forestales, monumentos naturales, áreas protegidas y reservas de la biosfera, entre otras. Algunas de estas áreas han sido declaradas Patrimonio de la Humanidad. Dentro de los pueblos indígenas con mayor número de habitantes se encuentran los piaroas, los waraos, los yukpas, los yanomamis, los barís, los pemón, los wayúus, los makiritares, los panares, los pumés, y los kari'ñas.
Con la reforma constitucional de 1999, se renovó el marco jurídico relativo a los pueblos indígenas. Esta enmienda fortaleció los derechos integrales de estas comunidades, otorgándoles un rol más activo en el ámbito nacional. La Constitución de Venezuela no solo reconoce la existencia, organización, costumbres, lenguas y hábitat de los pueblos indígenas, sino que también garantiza la propiedad colectiva de sus tierras. Además, se establece que las lenguas indígenas son oficiales para dichos pueblos y deben ser respetadas en todo el territorio nacional, considerándolas como un patrimonio cultural tanto nacional como mundial. También se les garantiza una representación política activa en el Parlamento.
Desde 1993, la Organización de los Pueblos Indígenas en el Amazonas (ORPIA) defiende los intereses de la población indígena del Amazonas venezolano. La ORPIA busca concretar los ideales de estos pueblos para conservar su identidad biopsicosocial, histórica y cultural. Sus objetivos se centran en establecer directrices en áreas como Territorio, Educación, Ciencia y Tecnología, Protección Ambiental, Derechos Humanos y Salud, buscando el bienestar, progreso y desarrollo armónico de las etnias del Amazonas.

## Grupos étnicos

### Etnias de Venezuela
En Venezuela existen 44 etnias aborígenes en total.
| N.º | Nombre                    | Otro nombre                            | Grupo étnico              | Población                 | Lengua                              | N.º Hablantes (2011)      | Estado                           |
|     | Etnias arahuacas - Arawak | Etnias arahuacas - Arawak              | Etnias arahuacas - Arawak | Etnias arahuacas - Arawak | Etnias arahuacas - Arawak           | Etnias arahuacas - Arawak | Etnias arahuacas - Arawak        |
| --- | ------------------------- | -------------------------------------- | ------------------------- | ------------------------- | ----------------------------------- | ------------------------- | -------------------------------- |
| 01  | Wayú                      | Guajiros                               | Arahuacos                 | 413.437                   | Idioma Wayú                         | 200.000                   | Zulia                            |
| 02  | Añú                       | Paraujanos                             | Arahuacos                 | 21.000                    | Idioma Añú                          | 17.475                    | Zulia                            |
| 03  | Wanikua                   | Wanicua                                | Arahuacos                 | 2.815                     | Idioma Wanikua                      | 2.815                     | Amazonas                         |
| 04  | Kurripako                 | Baniwua-walimanaí                      | Arahuacos                 | 7.351                     | Idioma Kurripako                    | 6.000                     | Amazonas                         |
| 05  | Baniva                    | Baniwua-wakuenaí                       | Arahuacos                 | 3.501                     | Idioma Karu                         | 3.000                     | Amazonas                         |
| 06  | Wenaiwika                 | Piapoco                                | Arahuacos                 | 1.333                     | Idioma Piapoco                      | 1.000                     | Amazonas                         |
| 07  | Warekena                  | Guarequena                             | Arahuacos                 | 200                       | Idioma Warekena                     | 160                       | Amazonas                         |
| 08  | Baré                      | Bari                                   | Arahuacos                 | 5.000                     | Idioma Baré                         | 100                       | Amazonas                         |
|     | Etnias yanomami           |                                        |                           |                           |                                     |                           |                                  |
| 09  | Yanomam                   | Yaroamë                                | Yanomami                  | 9.289                     | Idioma Waiká-YanomámIdioma Yanomamö | 6.000 3.200               | Amazonas                         |
| 10  | Sanumá                    | Samatari-Chirichano                    | Yanomami                  | 3.035                     | Idioma Sanemá                       | 3.000                     | Bolívar                          |
| 11  | Yanam                     | Yanam-Ninam                            | Yanomami                  | 600                       | Idioma Yanam-xirianá                | 570                       | Bolívar                          |
|     | Etnias caribes-kalinagos  |                                        |                           |                           |                                     |                           |                                  |
| 12  | Pemón                     | Arekuna                                | Caribes                   | 30.148                    | Idioma Pemón                        | 30.000                    | Bolívar                          |
| 13  | Macuxi                    | Macusí                                 | Caribes                   | 89                        | Idioma Macushí                      | 80                        | Bolívar                          |
| 14  | Kariña                    | Kali`na                                | Caribes                   | 10.000                    | Idioma Kariña                       | 4.450                     | Bolívar                          |
| 15  | Yekuana                   | Makiritare                             | Caribes                   | 7.753                     | Idioma Yekuana                      | 5.500                     | Bolívar                          |
| 16  | Eñepá                     | Panare                                 | Caribes                   | 4.688                     | Idioma Panare                       | 1.200                     | Bolívar                          |
| 17  | Yukpa                     | Macoitas-Irokas                        | Caribes                   | 10.424                    | Idioma Yukpa                        | 7.500                     | Zulia                            |
| 18  | Japrería                  |                                        | Caribes                   | 95                        | Idioma Japrería                     | 90                        | Zulia                            |
| 19  | Akawayo                   | Waika-Waicá                            | Caribes                   | 6.000                     | Idioma Akawayo                      | 5.986                     | Amazonas                         |
| 20  | Yabarana                  | Yawarana                               | Caribes                   | 440                       | Idioma Yabarana                     | 30                        | Amazonas                         |
| 21  | Mapoyo                    | Yahuana-Wanai                          | Caribes                   | 400                       | Idioma Mapoyo                       | 04                        | Amazonas                         |
| 22  | Chaima                    | Guaga-tagare                           | Caribes                   | 4.000                     | Idioma Chaima                       | Lengua extinta (†)        | Sucre                            |
| 23  | Quiriquire                |                                        | Caribes                   | Extinta (†)               | Sin datos                           | Lengua extinta (†)        | Monagas                          |
| 24  | Mariche                   |                                        | Caribes                   | Extinta (†)               | Sin datos                           | Lengua extinta (†)        | Distrito Capital                 |
| 25  | Cumanagotos               | Kumanagoto                             | Caribes                   | 50.000                    | Idioma Cumanagoto Itoto Majun       | 100                       | Anzoátegui                       |
| 26  | Chagaragotos              | Guarenas                               | Caribes                   | Extinta (†)               | Sin datos                           | Lengua extinta (†)        | Distrito Capital                 |
| 27  | Meregotos                 |                                        | Caribes                   | Extinta (†)               | Sin datos                           | Lengua extinta (†)        | Distrito Capital Aragua Carabobo |
| 28  | Caraca                    |                                        | Caribes                   | Extinta (†)               | Sin datos                           | Lengua extinta (†)        | Distrito Capital                 |
| 29  | Toromaima                 |                                        | Caribes                   | Extinta (†)               | Sin datos                           | Lengua extinta (†)        | Distrito Capital                 |
| 30  | Characuales               | Chotokon Patarü Tawatamase             | Caribes                   | 96                        | Pueblo cumanagoto                   | 05                        | Anzoategui                       |
| 31  | Teques                    |                                        | Caribes                   | Extinta (†)               | Sin datos                           | Lengua extinta (†)        |                                  |
|     | Etnias timoto-cuicas      |                                        |                           |                           |                                     |                           |                                  |
| 32  | Timoto                    | Timote-timoti                          | Timoto-cuicas             | Extinta (†)               | Idioma Timote                       | Lengua extinta (†)        | Mérida                           |
| 33  | Cuica                     | Kuika                                  | Timoto-cuicas             | Extinta (†)               | Idioma Cuica                        | Lengua extinta (†)        | Trujillo                         |
|     | Etnias chibchas           |                                        |                           |                           |                                     |                           |                                  |
| 34  | Motilón-barí              | Dobocubi                               | Chibchas-muiscas          | 2.841                     | Idioma Barí                         | 2.000                     | Zulia                            |
|     | Etnias makú               |                                        |                           |                           |                                     |                           |                                  |
| 35  | Puinave                   | Wãênsöjöt                              | Makú                      | 1.716                     | Idioma PuinaveIdioma Norí           | 1.000 Lengua extinta (†)  | Amazonas                         |
| 36  | Hoti                      | Jodï-Joti / Chicamo Yuana / Waru-wa-ru | Makú                      | 982                       | Idioma Hoti                         | 900                       | Amazonas Bolívar                 |
|     | Etnias salibanas          |                                        |                           |                           |                                     |                           |                                  |
| 37  | Mako-Makú                 | Macú-Wirö                              | Sáliba                    | 2.500                     | Idioma Wirö-Itoto o Jojod           | 2.000                     | Amazonas                         |
| 38  | Sáliba                    | Sáliva                                 | Sáliba                    | 344                       | Idioma Sáliba                       | 344                       | Amazonas                         |
| 39  | Piaroas                   | Wötjüja-Dearwa                         | Sáliba                    | 19.293                    | Idioma Piaroa-Wöthïhä tivene        | 10.000                    | Amazonas                         |
|     | Etnias guahibas           |                                        |                           |                           |                                     |                           |                                  |
| 40  | Guahibo-Jiwi              | Guahibo-Sikuani                        | Guahibanos                | 23.953                    | Idioma Sikuani-Wahibo-Hiwi          | 8.428                     | Apure Amazonas                   |
| 41  | Cuiba                     | Wamonae                                | Guahibanos                | 428                       | Idioma Cuiba                        | 400                       | Apure                            |
|     | Etnias jirajaranas        |                                        |                           |                           |                                     |                           |                                  |
| 42  | Jirajara                  | Xirahara-Jirara                        | Jirajaranos               | 34                        | Idioma Jirajara                     | Lengua extinta (†)        | Falcón                           |
| 43  | Ayamán                    | Ayomán                                 | Jirajaranos               | 214                       | Idioma Ayomán                       | Lengua extinta (†)        | Lara                             |
| 44  | Gayón                     | Gayones                                | Jirajaranos               | 1.033                     | Idioma Gayón                        | Lengua extinta (†)        | Lara                             |
|     | Etnias tupí-guaraní       |                                        |                           |                           |                                     |                           |                                  |
| 45  | Ñe'engatú                 | Yeral-Ñengatú                          | Tupí                      | 2.130                     | Idioma Ñe'engatú                    | 2.000                     | Amazonas                         |
|     | Sin conexión lingüística  |                                        |                           |                           |                                     |                           |                                  |
| 46  | Waraos                    | Waros                                  | Warao                     | 36.027                    | Idioma Warao                        | 4.066                     | Delta Amacuro Monagas Sucre      |
| 47  | Waikerí                   | Guaiquerí                              | Waikerí                   | 1.900                     | Idioma Waikerí                      | Lengua extinta (†)        | Nueva Esparta Sucre              |
| 48  | Yaruro-Pumé               | Pumé-Yarure                            | Yaruro                    | 7.269                     | Idioma Yaruro                       | 4.500                     | Apure Guárico Bolívar            |
| 49  | Sapé                      | Kaliana                                | Sapé                      | 08                        | Idioma Sapé                         | 01                        | Bolívar                          |
| 50  | Arutani-Uruak             | Awakí-Orotani                          | Uruak                     | 15                        | Idioma Arutani                      | 02                        | Bolívar                          |
| 51  | Jukude-itse               | Makú                                   | Sin datos                 | Extinta (†)               | Idioma Jukude                       | Lengua extinta (†)        | Amazonas                         |

### Etnias arahuacas
Para 1498 las etnias arawacos se concentraban en el Occidente y Centro de lo que sería Venezuela ,colonizaban y comerciaban con diversas islas de las Antillas. Hoy en día los principales grupos arawacos se hallan en el Zulia (ante todo los wayúus) y en el Amazonas. 

#### Wayú

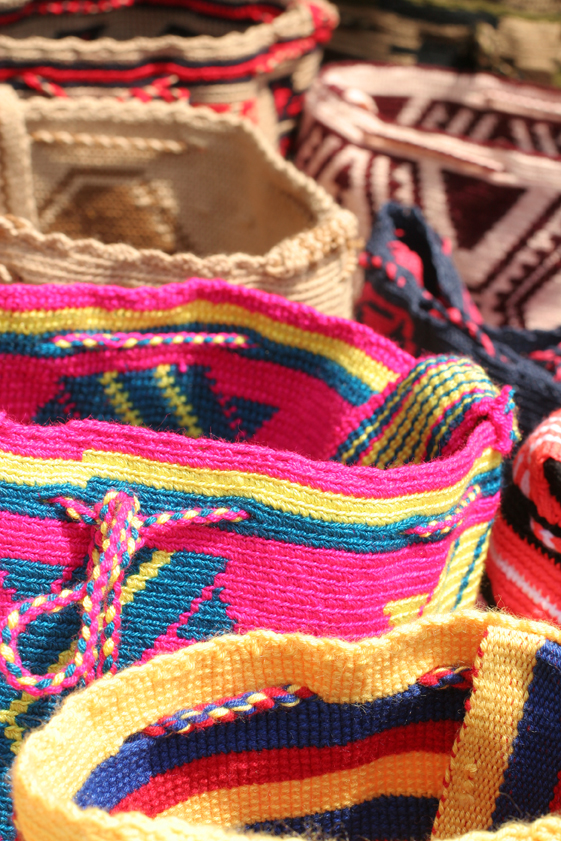
Artesanía wayúu.

Es la etnia más numerosa de Venezuela. Habitan en el Noroeste del Zulia y en La Guajira colombiana. En general han tratado de permanecer independientes de Colombia y Venezuela y se consideran ante todo wayúus y procuran regirse por sus propias leyes.

#### Añú
Viven en el noreste del estado (Zulia), en las riberas del lago de Maracaibo. También se les conoce como paraujanos. En los últimos años ha habido esfuerzos para resucitar su idioma.

#### Wanikua
Los wanikua viven en el estado Amazonas, en especial por el río Negro, el Guainía y el Casiquiare. Presentan un alto grado de aculturación. Son unas 2815 personas. Viven en chozas circulares con techo de dos aguas hecho de palmas, bahareque y madera o casas rurales típicas de Venezuela.

#### Baniva o kurripako
Habitan en Venezuela en el estado Amazonas.

#### Piapoco
Los piapocos habitan en las orillas del Orinoco en el estado Amazonas y en Colombia. Viven ante todo de la pesca y la agricultura de subsistencia.

### Pueblos caribes y amazonas

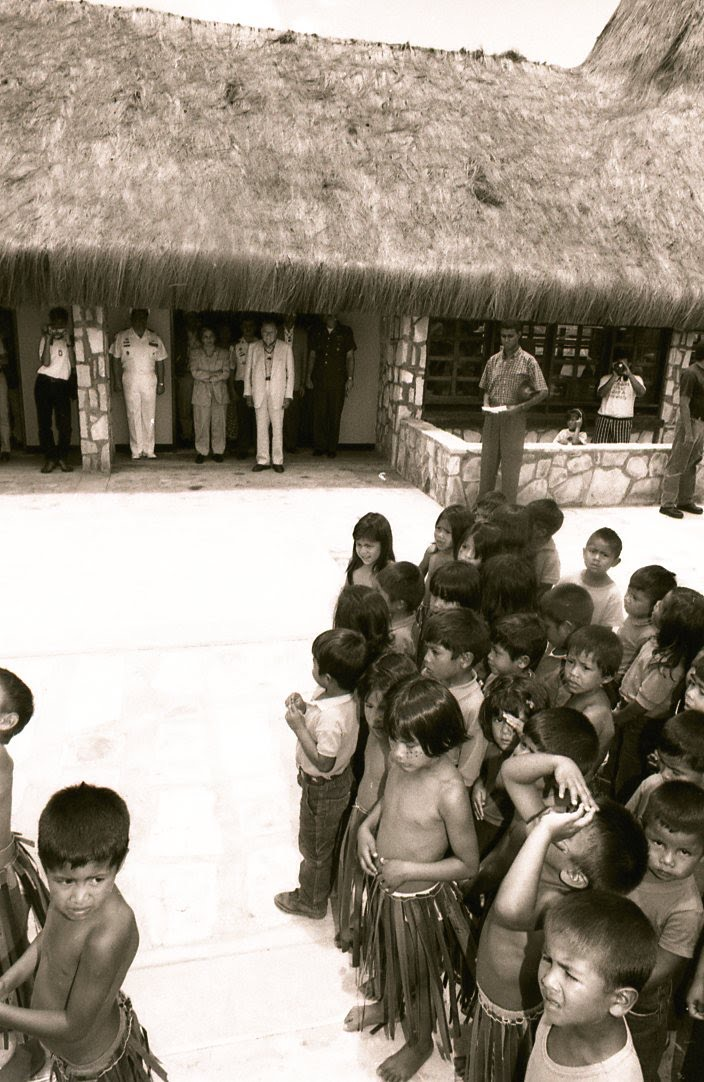
El presidente Rafael Caldera y su familia, durante una visita a las comunidades pemonas de Kavanayen, en 1998.

#### Pemón
Los pemones habitan en el Bajo, Medio y parte del Alto Paragua en el municipio Angostura, los pemones son indígenas suramericanos que habitan la zona sureste del estado Bolívar en Venezuela, la frontera con Guyana y Brasil. Son los habitantes comunes en la Gran Sabana y todo el Parque Nacional Canaima.
Se calcula que hay unos 30.000 Pemones en Venezuela (Estado Bolívar y el territorio esequibo) y Brasil. Se diferencian tres grupos principales:
- Taurepan: en la frontera entre Venezuela y Brasil
- Arekuna: hacia el Noroeste del Roraima y en el valle de Kavanayén
- Kamarakoto: al oeste del río Karuay, Caroní, la Paragua y en el valle de Kamarata

Habitan casas circulares o rectangulares, de techo de paja y paredes de adobe o barrotes de madera. 
Está fundamentada en la tala y quema; constituye la base de su alimentación la yuca amarga. La recolección de productos silvestres, en la zona noroccidental, en el Bajo Caroní y Bajo Paragua.
Estos dialectos se diferencian a nivel fonético, gramatical y lexical.

#### Kariña
Los kariña (también conocidos como karibe, cariña, galibí, kali'na, kalihna, kalinya, caribe galibí, maraworno o marworno) es una etnia caribe, emparentada con los pemón. Hablan el kariña unas 4450 personas en Venezuela, Guyana y Brasil.

#### Panare
Los panares habitan en el municipio Cedeño del estado Bolívar y en el Norte del estado Amazonas. Otros nombres: En la literatura etnológica se denominan panares, pero ellos se autodenominan e'ñepas.
Existen dos grupos panare en el estado Bolívar: uno norteño, que habita en las orillas del bajo Cuchivero, en una zona mixta de selva y sabana; y otro sureño, ubicado en el alto Cuchivero, en un entorno predominantemente selvático. Se estima que la población total oscila entre mil quinientos y dos mil individuos. Su lengua, el panare, pertenece a la familia caribe.
Cada grupo cuenta con una o dos viviendas comunales de forma cónica, cuya entrada consiste en una galería tubular baja diseñada para impedir el paso de los mosquitos. Para el cultivo, talan y queman previamente el terreno, sembrando principalmente maíz, plátano y yuca. La siembra y la cosecha son tareas asignadas a las mujeres, mientras que las demás actividades productivas corresponden a los hombres.
Estas actividades se realizan como medios de subsistencia complementaria. Para la caza y la pesca, utilizan arcos, flechas y cerbatanas; las flechas suelen estar envenenadas con curare.
En cuanto a los oficios, las mujeres elaboran cestería y textiles finos tanto para el uso cotidiano como para el trueque, mientras que los hombres fabrican armas destinadas a la caza, la pesca y la defensa.
Durante la estación seca (verano), la comunidad se divide en pequeños grupos familiares —formados por padres e hijos solteros— que se dispersan por distintos lugares. Con la llegada de la estación lluviosa (invierno), regresan a la vivienda comunal.
Su organización social es matrilineal: al casarse, el esposo pasa a formar parte del grupo de la esposa. El cacique ejerce un poder relativo dentro de la comunidad, seguido en importancia por el brujo o chamán.
Cuando una persona fallece, es enterrada junto con las pertenencias que utilizaba en vida, con excepción de los objetos de fabricación industrial obtenidos fuera de la comunidad.

#### Yukpa

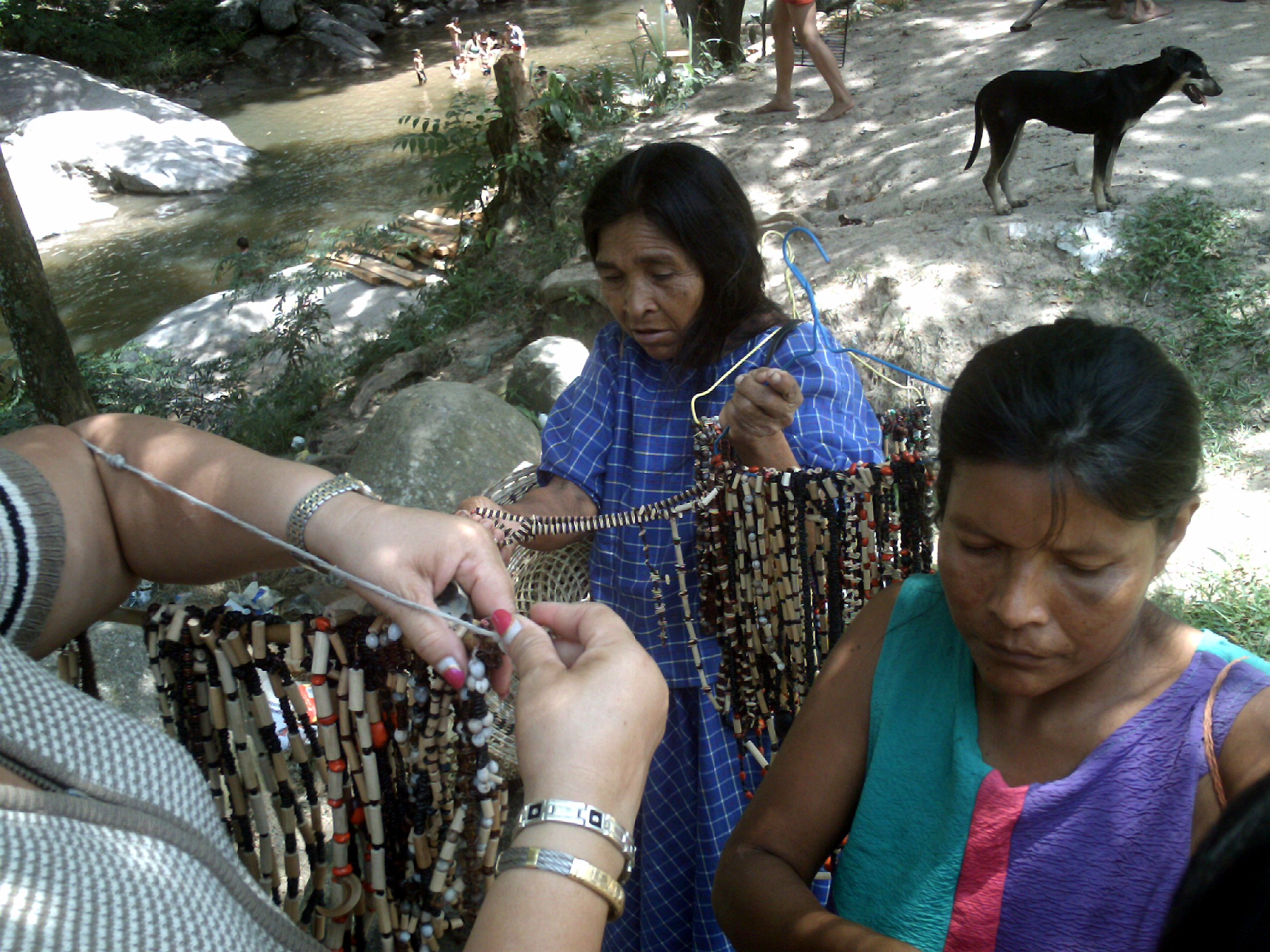
Mujeres yukpas

Los Yukpa son un pueblo amerindio que vive en la serranía del Perijá, a ambos lados de la frontera entre Colombia y Venezuela y habla un idioma de la rama norte de la familia lingüística Caribe. Los colonos los denominaban motilones 'cabezas rapadas', aunque dicho nombre es ambiguo y fue aplicado también a otros pueblos, como los barí, de origen chibcha. También se les ha conocido con los nombres de chaqués, macoitas e irokas.

#### Chaima
Los chaimas hoy en día han desaparecido como grupo étnico claramente distinto. Se encuentran descendientes de estos indios fuertemente mezclados con el resto de los venezolanos en la zona del Sur del estado Sucre y el Norte de Monagas. Su idioma ya está extinto, pero hay algunos esfuerzos por revitalizarlo.
Como todos los pueblos aborígenes, basaban su visión del mundo en sus mitemas y sistemas de creencias, heredados por vía oral de sus remotos antepasados.
Cultura: era la artesanía y cultura culinaria.

#### Japrería
Los japrerías son un grupo amenazado con la desaparición. Se encuentran en una comunidad en el Noroeste del estado Zulia. Los Japreria son habitantes de la Sierra de Perijá y su Piedemonte. Viven en las cuencas de cuatro ríos que surcan las estribaciones centrales de la Sierra, en territorios colindantes con los de otras etnias que habitan la zona.
Su lengua forma parte de la familia caribe y se encuentra en peligro de extinción. Lo habla una reducida comunidad (95 según 2002 SIL) en la parte norte de la Sierra de Perijá, en el estado Zulia, Venezuela. Japrería también se conoce como 'Yapreria'. El Japreria es un idioma de la subrama costera del grupo Norte de la familia de idiomas caribes. El yukpa es la lengua Caribe más próxima. Pertenecen a la familia lingüística Caribe. Antiguamente se les llamaba “motilones mansos”.
Durante mucho tiempo fueron considerados como un subgrupo o parcialidad de la etnia Yukpa, y ese es el tratamiento que se les dio en el censo indígena de 1992. Sin embargo en la actualidad ellos mismos han luchado, incluso ante las autoridades competentes, por reivindicarse como una etnia diferenciada.
Habitan en viviendas de un solo ambiente (varias familias), construidas en paja y piso de tierra. No utilizan tatuajes, perforaciones en la piel ni otra práctica similar.
De los orígenes hay poca información. Se resistieron al dominio español, pero sin lucha son descendientes de los caribe. En lo profundo de la sierra de Perijá, cerca de las cabeceras de los ríos Lajas, Socuy y Palmar desarrollaron sus primeros asentamientos. Tal como sus vecinos del sur, los baris, el pueblo de Japreria pasó mucho tiempo internado en el corazón de la selva y fueron necesaria más de dos centurias para que pudieran conocerse tan solo algunas versiones, no muy precisa, acerca de su existencia, sus costumbre y su cultura.
En cuanto a su ubicación es muy recóndita ha sido muy compleja, en la época colonial a los españoles se le dificulto dar con este pueblo que nunca se caracterizó por tener una población numerosa.
Entre 1492 y 1690 los colonos y las misiones evangelizadoras que llegaron al occidente de Venezuela no supieron la existencia de estos indígenas.
La organización social y la ubicación geográfica y los rasgos físicos de los Japreria han ayudado a establecer relación entre estos pueblos. Entre las investigaciones se ha dado el del idioma Japreria e elemento que ha hecho descartar varias teorías sobre el origen de esta etnia y su filiación a otro pueblo.
Según el Prof. Luis Oquendo, en un trabajo de investigación de la Universidad del Zulia (2004) desmintieron la filiación entre los Japrerias y los Yukpas, pues se diferencia por su organización social y por su idioma. En su ensayo vibrante uvular y la aproximante labio dental de la Lengua Japreria como cultura fonológica Oquendo cita informes del Ministerio de Educación 1986 que todos los hablantes Yukpa se entienden entre sí salvo un pequeño grupo llamado Japreria, y revierte esa teoría al probar que existen diferencia entre el yukpa y el Japreria, que demuestra que no se trata de un mismo pueblo pues cada uno desarrolló un sistema de expresión oral propio, con diferentes significado y representaciones simbólicas.
Según refiere Oquendo, los nativos de esta etnia son criadores de ganado vacuno y caprino para el auto consumo. No se dedican a la cestería ni a la artesanía.
Según Emilio Monsoyi, refieren que los Japreria y los Yukpa son pueblos distintos con lenguas diferentes, ambas con procedencia de la familia Caribe.
Haciendo referencia, en el libro de los Pueblos indígenas Bari/ Japreria, que la etnia Japreria quedó sumergido en las aguas de una represa, estas inundaciones planificada por los criollos, lo convirtió en un pueblo errante a final del siglo XX e inicio del siglo XXI. La gran inundación que borra del mapa a todo ser viviente no es para el pueblo Japreria un acontecimiento de tiempo remoto.   La represa una obra monumental para albergar 190.000 m³ de agua significa un gran paso para la región pues garantiza el agua en todo el año. Pero los sucesivos embates de las aguas de los ríos Palmar y Laja obligan al pueblo Japreria a emigrar en busca de un nuevo sitio de asentamiento, ya que los mismos conviven en las riberas de los ríos.
En cuanto al marco legal hoy en día se refiere a los derechos de las comunidades indígenas incluye a la inserción de la constitución Bolivariana de Venezuela. De un artículo que establece que todas las actividades susceptibles de generar daños a los ecosistemas deben ser previamente acompañados.
Por referencia del libro, dice que los productos agrícolas a los que mayor importancia da la cultura Japreria son la yuca, el tabaco y el cambur. Entre las proteínas que conforman su dieta destacan los monos, paujíes y lapas.
Del intercambio con la cultura criolla los Japreria han aprendido a criar ganado para el consumo y la venta. También han modificado la estructura de su vivienda tradicional y se registran la existencia de viviendas que responden el concepto criollo de la misma, es decir existe una transculturización.
El aislamiento lingüístico de los Japreria, aunado a su aislamiento geográfico, pues han habitado en zonas recónditas  de la sierra de Perijá. Se registran poco contacto debido a su difícil acceso a la zona rural. 
El idioma de los Japreria de raíces Caribe y utilizados solo por ellos, fue un elementos clave para que hayan sido reconocido como un pueblo de identidad propia, independiente de otro grupo de indígenas con los cuales se le solía asociar.  
Todos los nativos de la cultura Japreria conocen y utilizan su lengua  originaria un alto porcentaje de ellos conocen y utilizan el castellano.
Refiere Rita González, cineasta, que   Sáapreye…hijos de la caña brava narra las vivencias de una de las cinco etnias originarias del estado Zulia. Sáapreye, en su idioma, llamada por los criollos Japreria, es una etnia con un alto porcentaje de mestizaje y pérdida de valores culturales propios.
Hoy día un pequeño grupo con sólo 71 familias conforman la comunidad, pocos indígenas Sáapreye son puros, se han mestizado y desconocen sus costumbres a pesar de permanecer dentro de su mismo territorio. Los Sáapreye fueron esclavizados por otros pueblos indígenas, desplazados por los colonos debido al valor de sus tierras y perseguidos por los capuchinos para convertirlos al catolicismo.
Mamá Shuta, una sabia anciana, sáapreye pura, con más de 101 años de edad es una de las guardianes de la historia de los indígenas Sáapreye. Responsable de atesorar la esencia étnica de esta comunidad. Los ojos de Mamá Shuta nos cuentan la historia de los Sáapreye…hijos de la caña brava una historia de agresión y persecución de hace más de 400 años. Conoceremos cómo el acercamiento con otras etnias y culturas aíslan a los Sáapreye de su propia identidad; perdiendo parte de la esencia ancestral depositada en su cultura.
El nusáa (gente blanca), como ellos identifican a los criollos, ha entrado en un espacio originario de los hermanos Sáapreyes, provocando un cambio y desvío de sus costumbres, interfiriendo así en sus pensamientos, voces y acciones, que por décadas han caracterizado a los pueblos indígenas como raíces de la venezolanidad.
Sáapreye…hijos de la caña brava es un documental que busca conocer a este pueblo indígena que se encuentra condenado a un desvanecimiento étnico, la idea se encuentra enfocada en crear conciencia ante los arrebatos vividos durante la imposición de una cultura mucho más dominante, la cultura occidental.
Las enfermedades parasitarias representan un problema médico, económico y social, afectando a todas las clases sociales, pero principalmente a los estratos socioeconómicos más bajos. Para determinar la prevalencia de enteroparásitos en la comunidad indígena Japrería, ubicada en la sierra de Perijá, Estado Zulia, Venezuela, se procesaron 191 muestras fecales correspondientes a individuos de ambos sexos con edades comprendidas entre 1 mes y 86 años. Las muestras fueron analizadas a través de los métodos coproparasitológico directo y por la técnica de concentración formol-éter. Se encontró una elevada prevalencia de enteroparásitos (82,20 %) y un predominio del poliparasitismo (78,98 %), con asociaciones entre especies comensales y patógenas. No se observó diferencia significativa de susceptibilidad entre la prevalencia de parásitos y el sexo (p>0,05). En cuanto al grupo etario, el estrato más afectado resultó ser el de adultos jóvenes (20-39 años; 25,48 %). Las especies de protozoarios más frecuentes fueron Blastocystis hominis (46,07 %), Entamoeba coli (42,93 %) y el complejo Entamoeba histolytica/Entamoeba dispar (34,03 %). Entre los helmintos, Ancylostomideos (30,89 %), Ascaris lumbricoides (9,95 %) e Hymenolepis nana (4,19 %) ocuparon los primeros lugares. La presencia incrementada de enteroparásitos se relaciona con el escaso saneamiento ambiental en esta comunidad indígena, por lo que los resultados avalan la importancia de diseñar programas de control específicos para disminuir los factores condicionantes presentes, lo cual tendría impacto en el descenso de las infecciones parasitarias.

#### Maquiritare o yekuana
Los yekuanas son una de las etnias más numerosas del grupo Caribe. Viven ante todo en el noreste del estado Amazonas y el suroeste del Estado Bolívar.

#### Akawayo
Son un pueblo indígena suramericano de la familia de los Caribes. Son unas 6000 personas distribuidas entre Guyana, Venezuela y Brasil.

#### Yabarana
Los pueblos indígenas yabarana en Venezuela eran los más numerosos del Ventuari en el municipio Manapiare del Estado Amazonas, actualmente es uno de los pueblos indígenas con una población repartida en cinco comunidades mixtas que está en riesgo de desaparición.

#### Mapoyo
Este grupo Étnico se encuentra ubicado en el Municipio Autónomo Cedeño, del Estado Bolívar. El 25 de noviembre de 2014 fue incluido en la lista de Patrimonio Cultural Inmaterial de la Humanidad, en la lista de salvaguardia urgente y es la primera lengua indígena venezolana declarada por la UNESCO. 
Son un pueblo caribeño que originalmente procedente de la zona nor-oriental de Venezuela, pero fueron desplazados de su zona a causa de la colonización española en América, hoy en día existen, pero siendo una liga de yanomamis y waikas, los que todavía se mantienen waikas son pocos y están esparcidos en el Estado Bolívar, Venezuela.

### Pueblos yanomami
Los pueblos yanomami se hallan ante todo en la zona este y sur del estado Amazonas y en el suroeste del Estado Bolívar. Han sido uno de los grupos que mantuvieron un mayor aislamiento respecto a los occidentales. En las últimas décadas han sufrido especialmente por la penetración de mineros ilegales, traficantes y otros grupos foráneos.

#### Yanomami
Los yanomami habitan una zona entre Venezuela y Brasil. Empezaron a expandirse a finales del siglo VI en territorio de los maquiritares, pero han sufrido en las últimas décadas por la presión demográfica de criollos en su territorio.

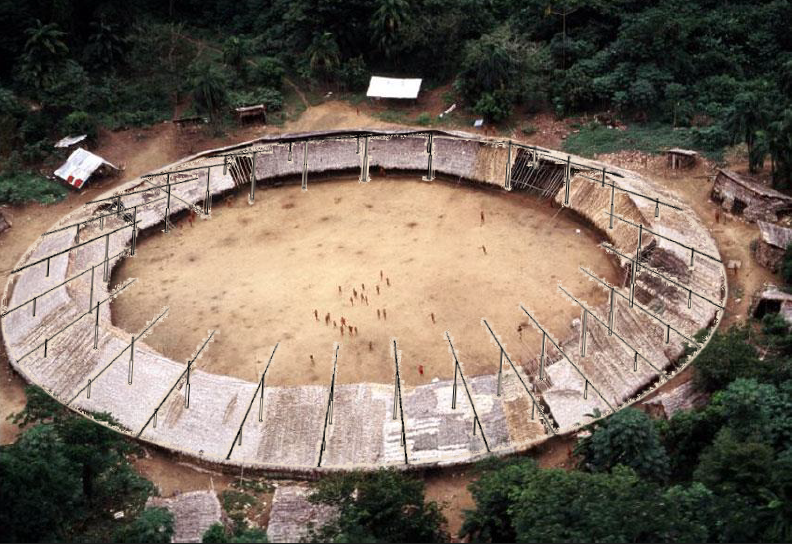
Shabono, vivienda yanomami.

#### Sanema

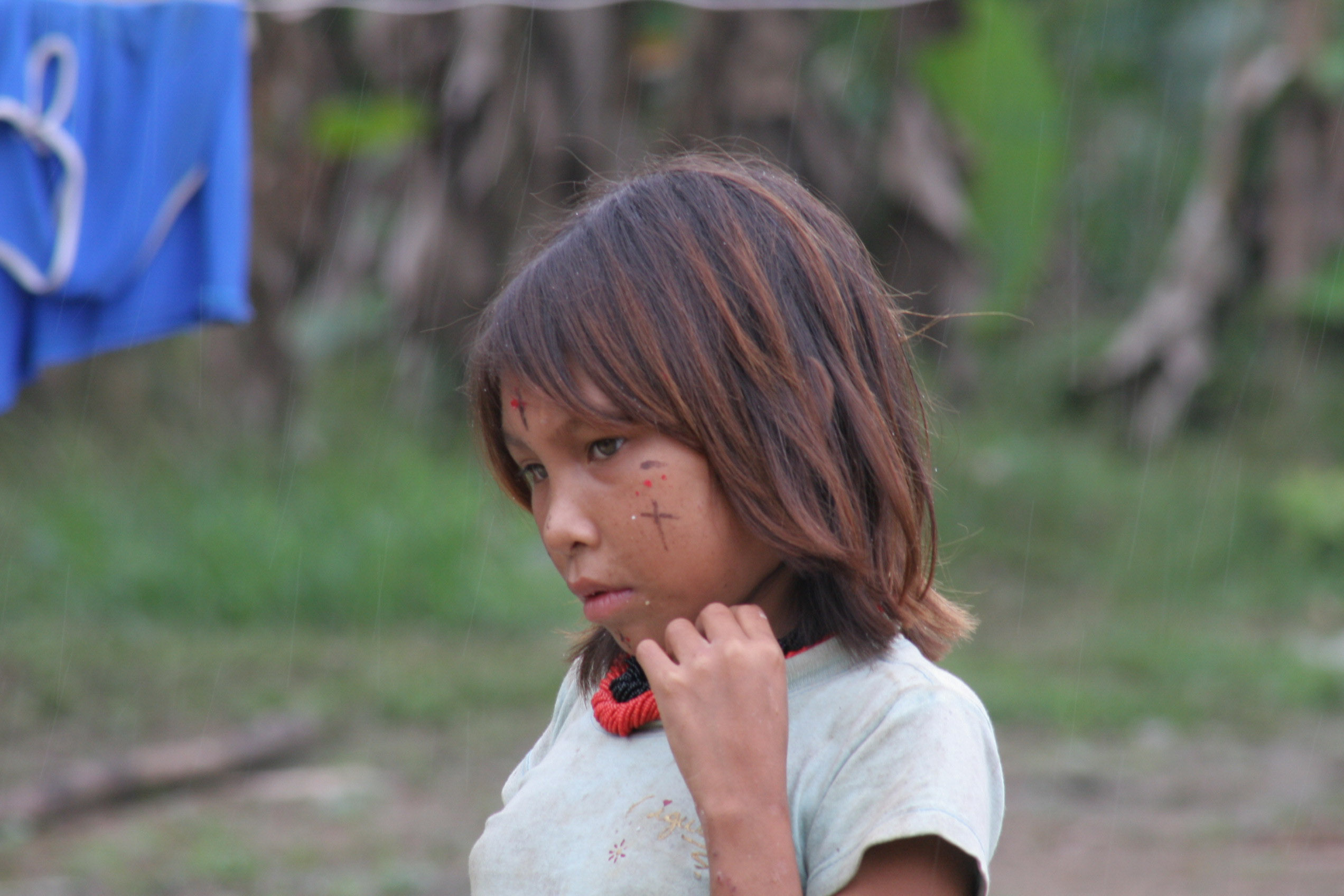
Joven de la etnia sanama.

Este grupo habita ante todo en el estado Bolívar de Venezuela, así como en la frontera con Brasil.

### Etnia chibcha
Se ubican mayormente en el Estado Zulia.[cita requerida]

#### Barí
Los barís se hallan en el Zulia en la frontera con Colombia, frente a la población de Machiques.

### Etnias Makus

#### Puinave
Los Puinave son un pueblo amerindio que habita en aldeas dispersas en la cuenca del río Inírida en el departamento del Guainía y el oriente del departamento del Guaviare, al oriente de Colombia y las fronteras con este país de Venezuela y Brasil. Ocupan una zona transicional entre la selva amazónica y los Llanos de la Orinoquia.

#### Hoti
Habitan en el Amazonas venezolano. Su territorio se encuentra en el sudoccidente del estado Bolívar, río Kaima, tributario del Cuchivero, municipio Cedeño, en la parroquia Ascensión Farreras, donde hay 12 comunidades hoti; y al norte del estado Amazonas, municipio Atures, donde hay 14 comunidades en la zona del caño Iguana, tributario del Asita, al occidente de la Serranía de Uasadi, y en el río Parucito.

### Etnias saliva

#### Maco
Es un pueblo indígena.

#### Saliva
Los saliva son un pueblo que tiene su territorio entre Colombia y Venezuela. En Venezuela viven ante todo en el estado Amazonas. Alexander von Humboldt los describió en su obra de los Viajes a las Regiones Equinocciales.
La Nación Sáliba, en Colombia, está localizada en la región de la Orinoquia,  en el extremo oriental
en los márgenes sobre el río Meta principalmente en el departamento de Casanare en el  Resguardo indígena de Caño Mochuelo del municipio de Hato Corozal;  y en el municipio de Orocué. En el departamento de Vichada se encuentran en el Resguardo de Santa Rosalía municipio de Santa Rosalía.

#### Wottuja-Piaroa

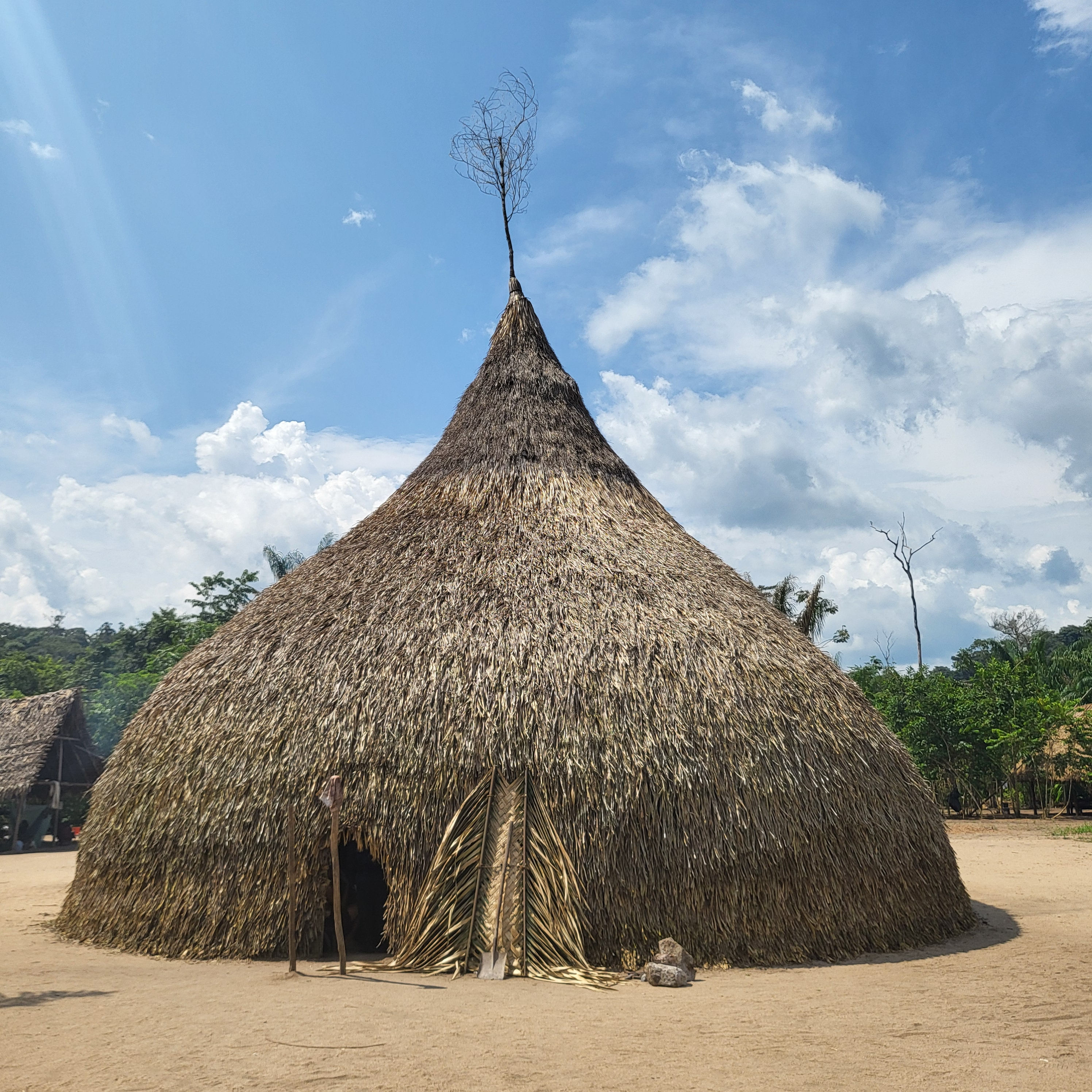
Rufino Antonio Pónare’s churuata in Diyocoy, Amazonas, Venezuela.

Wottüja (conocidos externamente como piaroa) son un pueblo indígena de filiación lingüística sáliba, que habita principalmente en el centro-norte del estado Amazonas y el sureste del estado Bolívar, a lo largo de las cuencas de los ríos Orinoco, Sipapo, Cuao, Autana y Ventuari. Se autodenominan wottüja, que puede traducirse como “gente con conocimiento”, o de’aruha, “señores de la selva”. Tradicionalmente, han sido descritos como una sociedad agrícola, pacífica y descentralizada, que ha optado históricamente por estrategias de aislamiento y movilidad frente a amenazas externas. Su población se estima en más de 14.000 personas en Venezuela, con presencia menor en el departamento del Vichada (Colombia). Su sistema social integra un profundo vínculo con la selva, y formas de organización cooperativa basadas en la autonomía familiar. A pesar de los procesos de relocalización y contacto intercultural recientes, muchas comunidades wottüja de tierra adentro continúan practicando formas de vida basadas en sus propias instituciones, valores y saberes tradicionales.

### Etnias guahibas

#### Cuiva
El pueblo Cuiva pertenece a la familia lingüística Guajiba, que se denomina a sí mismo Jivi (gente) en el territorio venezolano y Jivi Wamone (gente familia) en el territorio colombiano. Habitan las sabanas limítrofes entre Venezuela y Colombia. En Venezuela se encuentran localizados al suroeste de la región llanera del estado Apure, específicamente en la margen derecha del alto Capanaparo, aproximadamente a unos 30 kilómetros del pueblo de Elorza, en los asentamientos conocidos como Barranco Yopal y El Paso, desde donde se movilizan constantemente recurriendo a la instalación de campamentos temporales que ubican entre la región comprendida entre los ríos Capanaparo, Riecito, Meta, Cinaruco, Caribe, Arauca y la población de Elorza (Coopens, 1975; Hurtado & Hill, 1987). 
En territorio colombiano, los Cuiva están emplazados al noreste de la región llanera, en el resguardo de Caño Mochuelo, ubicado en el departamento de Casanare, donde conviven con miembros de otros grupos indígenas de la misma familia Guajibo, entre ellos los Amorua, Sikauni y Yamaleros. La familia lingüística guahiba está compuesta por diversos subgrupos lingüísticos que incluyen a los Sikuani, Cuiva, Yamalero o Guahibo playero. Maciguare, Macaguan , Amorua y Sirupus. Tradicionalmente, los Cuiva utilizan como vivienda temporal la casa indígena localizada en Cravo Norte, en el departamento del Arauca y mantienen campamentos temporales en áreas adyacentes al río Casanare, río Ariporo y río Meta (Coopens, 1975; Hurtado & Hill, 1987; Sumabila 1985, 2005). 
La cosmología Cuiva explica el mundo a partir de tres horizontes superpuestos reflejo de su mundo real: un nivel bajo (el agua), uno medio (la tierra), y uno alto (el cielo, las nubes). En cada horizonte o nivel es posible la vida de los Cuiva, ya que se consiguen en estos, un ambiente de sabana y un ambiente de río (arenales) con elementos de la flora y la fauna, propios del llano. La Cuiva del “otro mundo” no incluye ningún lugar distinto al reino del “cielo, de la abundancia y la felicidad”, tal como podría ser el purgatorio o el infierno para los católicos. Se refieren a su origen y a su territorio ―en conjunto con el de algunos pueblos indígenas vecinos― como un lugar geográfico específico procedente de debajo de la tierra y donde un grupo de ellos, viven lejos del lugar donde tuvieron origen, apremiados por la migración y la presencia de los criollos en su territorio (Sumabila 1985, 2005).
Aunque los Cuiva, al igual que los Pumé, han sido afectados por la expansión criolla y por diversos programas gubernamentales mal implementados, hasta el presente, se han mantenido como cazadores y recolectores. En el año 2001 la población Cuiva alcanzaba a 1050 personas, 450 en territorio venezolano y 600 en Colombia. El crecimiento demográfico de este grupo étnico se ha visto afectado en los últimos 30 años por una serie de enfermedades asociadas a las nuevas condiciones de vida impuestas a través del proceso forzado de sedentarización al que ha sido sometido (Coopens, 1975; Hurtado & Hill, 1987; INE, 2001; Sumabila 1985, 2005). Así mismo, estos factores han incidido en que parte de su población, trabaje como mano de obra agrícola en hatos criollos, pasando a formar parte de una población en condiciones de pobreza en el ámbito rural, lo que ha traído como consecuencia, el desmejoramiento de su calidad de vida (Hurtado & Hill, 1987; Sumabila 1985, 2005). 
Es conocida la situación de persecución y racismo sufrido por los Cuiva durante décadas de parte de la población criolla, sustentada en un infortunado interés por las tierras ocupadas ancestralmente por este pueblo indígena, junto a los Pumé (Yaruro) y los Jivi (Guajibo). Son frecuentes los testimonios que narran cómo los Cuiva, en los dos siglos pasados, fueron objeto de masacres llevadas a cabo por colonos, actividad conocida como Guajibear o Cuivear (cazar Guajibos o Cuivas) y común por largo tiempo en esta zona. Tristemente célebre fue la matanza del pueblo Cuiva acaecida en el hato de la Rubiera en 1967, más adelante siguieron siendo masacrados por los dueños de hatos y peones criollos, sin que las autoridades locales y nacionales, se inmutaran ante este hecho (Mosonyi & Jackson, 1990; Sumabila, 2005).

### Etnias sin conexión lingüística conocida
Hay diversos pueblos cuyos idiomas son clasificados como aislados por no estar emparentados con ningún otro idioma conocido.

#### Waraos

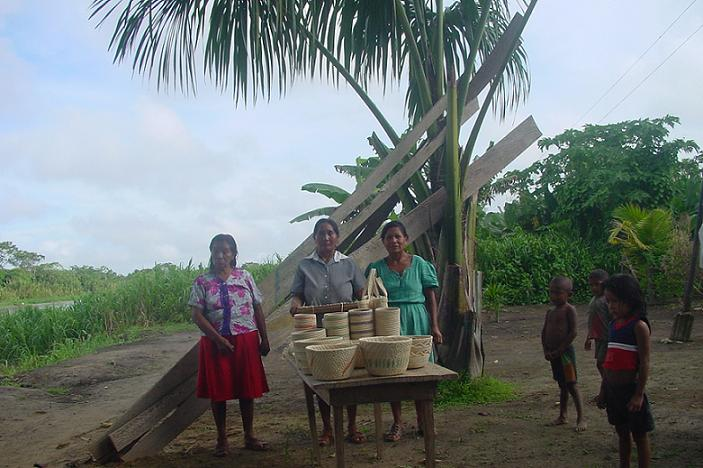
Mujeres waraos del municipio Antonio Díaz muestran cestería típica de su región.

Los waraos son, después de los wayúus, la segunda etnia más numerosa de Venezuela. Habitan ante todo el Delta del Orinoco y zonas cercanas en la costa. Son expertos en el uso de las canoas. Están muy bien adaptados a la vida en los manglares. Humboldt contaba que los guaiqueríes de Margarita decían que sus antepasados hablaban una forma de warao.

#### Guaiquerí
Habitan en la isla de Margarita, la isla de Coche, y las costas de lo que ahora es Sucre. Fueron designados vasallos del Rey durante la época colonial, con derechos de propiedad y herencia.  También se conocen como "Guaiquerí", y ese nombre identifica al equipo de Baloncesto del Estado Nueva Esparta.

#### Pumé
Los yaruro o pumé habitan a orillas del Orinoco y sus tributarios, ante todo en el centro y oriente del estado Apure. Su número se estima en unos 5500 individuos.

#### Sapé
En 2008 se encontraron unos pocos Sapé de edad avanzada. El Sapé es uno de los más pobremente atestiguado idiomas existentes en América del Sur, y puede ser una lengua aislada. Hoy, sin embargo, no hay datos lingüística sobre la lengua. También se les puede decir, que son un grupo indígena guajiro del estado Bolívar.

#### Uruak
Los uruak, arutani (otros nombres: aoaqui, auake, auaqué, awake, oewaku, orotani, urutani)
Habitan en la zona de Roraima y límites con Brasil. Hay solo un par de docenas de ellos. La mayoría se ha mezclado con las etnias pemonas o nianames.

### Pueblos jirajaras

#### Jirajara
Habitaban en Siquisique, Baragua, las vertientes al sur de Barquisimeto y Yacambu; Sabana de Guache, Cerro Blanco, El Degredo y proximidades de Sanare. Eran agricultores, artesanos y cazadores. Su estructura social se conformaba por cacicazgos, consejo de ancianos y la tribu. Su estructura política se conformaba por el cacique, el chamán y la tribu. En cuanto a manifestaciones culturales eran politeístas.
Las lenguas jirajaranas o jirajiranas son un grupo de lenguas extintas que se hablaban en el oeste de Venezuela, en las regiones de Falcón y Lara. Se cree que todas las lenguas se extinguieron a principios del siglo XX.

## Historia
Se habla de los siguientes períodos arqueológicos:
- Período paleoindio 15000 a. C.-5000 a. C.
- Período mesoindio: 5000 a. C.-1000 a. C.
- Período neoindio: 1000 a. C.-1498
- Período indohispano: desde 1499 hasta la actualidad.

### Prehistoria
El territorio actualmente conocido como Venezuela ya estaba habitado hace más de 10 milenios.
Alrededor del primer milenio después de Cristo, migraciones del Orinoco, quizás por vía de El Pao, comenzaron a llegar a la zona del lago de Tacarigua.
El primer encuentro entre los conquistadores europeos y los indígenas se produjo en 1498.

### Época colonial

#### Conquista de Venezuela

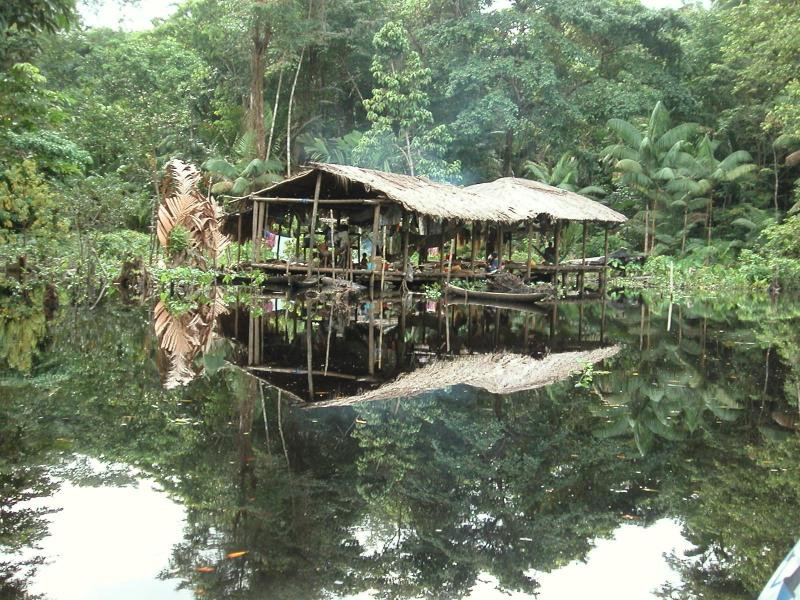
Palafitos muy frecuentes en la zona del Zulia (laguna de Sinamaica) y el Delta del Orinoco

Según una hipótesis, la primera vista de los palafitos en la laguna de Sinamaica en 1498 les habría dado a los europeos la inspiración para llamar a esas tierras "Venezuela", y Pequeña Venecia.
Ambrosius Ehinger (o Alfinger), conquistador de la casa de los Welser parte de Coro en agosto de 1529 hacia el lago de Maracaibo. Allí lucha contra los Coquibacoas y funda Maracaibo.
En las primeras décadas del siglo XVI los europeos obligan a los indígenas de la zona de Margarita a sumergirse en mar para extraer perlas. El fraile Bartolomé de las Casas escribe:

Obligaban a los indígenas a sacar perlas de la manera más cruel... No hay peor suplicio infernal que se le pueda comparar... Los metían a la mar a cinco brazas de hondo desde la mañana hasta ponerse el sol. Si tratan de descansar los apuñalan. En pocos días mueren sangrando por la boca o los devoran los tiburones. La mayoría prefería morir ahogado antes de continuar el suplicio... Un barco puede viajar desde esta isla hasta la Española, guiándose sólo por los cuerpos despedazados de indios que flotan en el mar
Bartolomé de las Casas

En Venezuela se establecen las encomiendas desde muy temprano. 
Cuando los europeos llegan a la zona de Coro, encuentran allí al grupo arawaco de los caquetíos.
El explorador alemán Nicolás Federmann de la casa Welser de Augsburgo sale de Coro el 12 de septiembre de 1530 en una expedición hacia el Sur y pasa por territorios de los jirajaras, ayamanes y gayones.
Los españoles descubrieron oro en los alrededores de Los Teques en 1559 y de allí deciden poblar el área. Desde 1560 hasta 1570 tiene lugar una serie de batallas entre europeos e indígenas que fueron llevando al sometimiento de las Primeras Naciones.
El historiador Oviedo y Baños narra que indios caribes atacaron la ciudad de Valencia y zonas cercanas durante muchas décadas.

### SigloXVII
Hacia el 1620, cuando se funda Quíbor, los pobladores de la zona son ante todos personas de las etnias gayones, ajaguas, camagos, coyones, caquetíos y jirajaras.
En la segunda mitad del siglo XVII los colonizadores europeos comienzan a desplazar a los indios que habitaban lo que es hoy en día el Sur de Valencia. Algunos de estos fundan el pueblo de San Diego.
Desde 1558 hasta 1628 los indios nirguas y jirajaras oponen resistencia a los colonos que se van estableciendo en lo que es hoy día Bejuma y Montalbán, al oeste de Valencia.

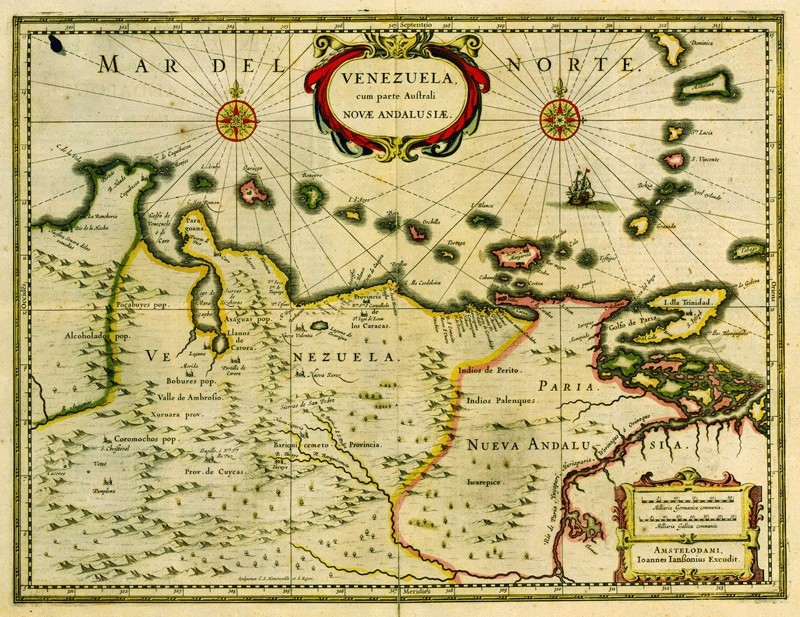
Nueva Andalucía en 1653.

El padre Francisco de Pamplona comienza a integrar a los indios chaimas en la colonia a partir de la mitad del siglo XVII.
En 1681 y 1697 los indios caribes libres organizan ataques a las misiones católicas de pueblos chaimas.
La conquista produjo cambios significativos en la estructura social, económica, religiosa, cultural y política de los aborígenes. Muchos de los grupos que habitaban este territorio a la llegada de los europeos, perdieron su independencia, quedando sometidos bajo condición de esclavos o vasallos de la corona. La mayoría de estos indígenas perecieron como consecuencia de las guerras, del trabajo forzado y de las enfermedades. Otros huyeron hacia regiones inaccesibles fuera del alcance de los conquistadores, ocupando algunas áreas selváticas.[cita requerida] Por otro lado, estos indígenas fueron desapareciendo como etnia al iniciarse el proceso de mestizaje con españoles y negros.

### SiglosXVIIIyXIX
Los misioneros católicos y los conquistadores comienzan a penetrar en regiones al sur del río Orinoco ante todo a partir del siglo XVIII, cuando primero los jesuitas y luego los capuchinos establecen misiones a lo largo del Orinoco y en Guayana.
Los indios caribes opusieron resistencia hasta comienzos de la segunda mitad del siglo XVIII.
En 1720 se produce una nueva serie de ataques de caribes libres a misiones en la Nueva Andalusía.
Entre 1799 y 1800 Alexander von Humboldt realiza numerosas observaciones sobre los pueblos indígenas de Venezuela, observaciones que quedan plasmadas en sus Viajes a las Regiones Equinocciales. Humboldt refiere que en la zona de los valles de Aragua aún hay para 1800 unos 5000 indígenas registrados y que la mayoría se concentra en Turmero y Guacara. Ya estos ya no hablan sus idiomas ancestrales. La mayoría de la población en esa región es mestiza.
Alexander von Humboldt calcula que de un millón de habitantes que tenía la capitanía de Venezuela apenas una novena parte era india pura.

### SiglosXXyXXI
A partir del siglo XX las etnias venezolanas se han visto particularmente afectadas por la penetración en su territorio de mineros ilegales, la continuada ocupación de sus tierras y la presencia de grupos guerrilleros y paramilitares.
De acuerdo con Esteban Emilio Monsonyi, los otomacos desaparecieron como grupo étnico distinguible a comienzos del siglo XX.
La Constitución de 1999 establece que los idiomas indígenas son idiomas cooficiales de la República Bolivariana de Venezuela. La misma constitución establece que los pueblos indígenas tendrán un número reservado de 3 representantes en la Asamblea Nacional de Venezuela.
En las últimas décadas se han realizado esfuerzos para alfabetizar a diversas etnias indígenas. Diversos etnólogos y lingüistas han trabajado en la preparación de libros de alfabetización y en la producción de diccionarios para las comunidades indígenas y para los estudiosos de estos idiomas.

#### Tierras indígenas
Desde hace tiempo los indígenas piden la demarcación de territorios indígenas protegidos, pero hasta ahora no se ha cumplido con esta demanda. Recién en 2009 el gobierno entregó títulos de propiedad a indígenas yukpas por 41600 hectáreas en el Zulia para 3 comunidades de 500 personas. Esto aún no resuelve la determinación del territorio para la comunidad en sí, que es de 10 mil indígenas.

#### Situación actual
La situación de muchos indígenas es precaria. Una pobreza extrema y una alta mortalidad, así como una penetración en sus zonas tradicionales de grupos foráneos, así como la minería parecen destinar a la desaparición de varias etnias, en especial las del Amazonas. Muchos grupos se han asimilado a la población mestiza, como los Wayúu, que aunque están integrados parcialmente en el sistema social, conservan su condición de miseria. Muchos saben español para poderse comunicar con el resto de la población.
La constitución de 1999 en su capítulo VIII "De los Derechos de los pueblos indígenas" (artículos del 119 al 126) le ha dado por primera vez derechos a este colectivo, aunque los aborígenes de las tierras venezolanas no han podido poner en práctica a plenitud sus derechos debido a la supervivencia de un sistema social clasista heredero de la época colonial española.
Sus culturas están basadas básicamente en agricultura, caza, pesca y recolección.